# Железничка станица Ниш ранжирна
Железничка станица Ниш ранжирна је ранжирна станица на пругама Београд—Ниш, Ниш—Прешево и Ниш—Димитровград.
Налази се у насељу Поповац у градској општини Црвени крст у граду Нишу. Пруга се наставља у једном смеру ка Нишу, у другом према према Међурову, у трећем према Црвеном крсту и у четвртом према Трупалама. Железничка станица Ниш–ранжирна састоји се из 28 колосека.